# Vegeta (specerij)

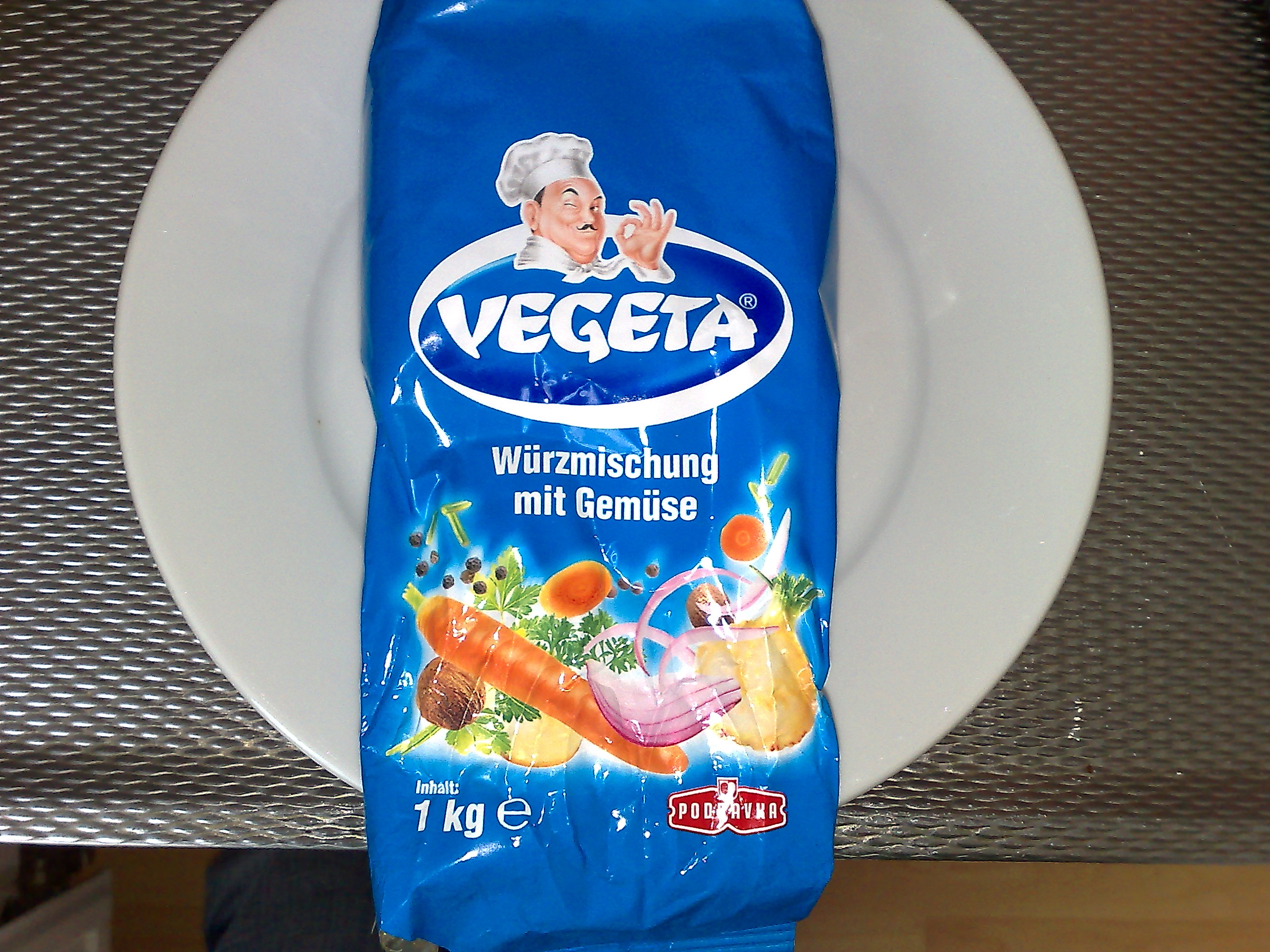
Vegeta

Vegeta is een specerij dat wereldwijd wordt verkocht, het is een mengsel van kruiden en diverse groenten. 
Vegeta wordt geproduceerd door Podravka, een bedrijf uit Koprivnica, Kroatië, alsmede een dochteronderneming van Podravka in Polen en twee Vegeta licentiehouders uit Oostenrijk en Hongarije.  Als een getuigenis voor de populariteit van het product, zijn er ongeveer 50 andere bedrijven die het product probeerden te reproduceren en hetzelfde product hebben geprobeerd te verkopen. 
De ingrediënten van Vegeta zijn: zout, kunstmatig gedroogde groenten (wortel, pastinaak, uien, selderij, peterselie), mononatriumglutamaat, suiker, maïszetmeel, specerijen, dinatrium inosinaat, riboflavine (voor het kleurtje). 
Vegeta werd bedacht in 1958 in de laboratoria van Podravka. Professor Zlata Bartl was hoofd van het team dat het product heeft verzonnen, en het bedrijf zette in het jaar 2001 een stichting voor postdoctorale studenten en afgestudeerden en vernoemde deze naar haar.
Het product werd voor het eerst op de markt van Joegoslavië gebracht in 1959 als "Vegeta 40", en inmiddels zo populair dat de productie immens is gestegen.  In 1967 werd “Vegeta 40” voor het eerst naar Hongarije en de Sovjet-Unie geëxporteerd. Volgens Podravka wordt Vegeta nu verkocht in meer dan dertig landen in de wereld. 